# Il volo nuziale
Il volo nuziale è il 16° saggio pubblicato dal sociologo Francesco Alberoni ed uscito per Garzanti nel 1992.

## Contenuto
Nel saggio Alberoni continua lo studio dell'amore e delle sue implicazioni, puntando l'attenzione sul fenomeno dell'innamoramento da parte di ragazze adolescenti e preadolescenti per i divi da cui sono attratte, per poi estendere lo studio alla tendenza femminile a provare attrazione per soggetti irraggiungibili o comunque ritenuti ad un livello "superiore" al proprio.
Il saggio è stato tradotto e pubblicato in diversi paesi:
- Spagna - El vuelo nupcial, Barcellona, Gedisa, 1992
- Brasile - O voo nupcial, Venda Nova, Bertrand, 1992
- Svezia - Drommar om karlek, Göteborg, Korpen, 1992
- Brasile - O voo nupcial, Rio de Janeiro, Rocco, 1993
- Francia - Le vol nuptial, Parigi, Plon, 1994
- Finlandia - Haalento, Helsinki, Otava, 1995
- Danimarca - Vorelskelsens veje, Copenaghen, Lindhart og Rinhof, 1994

## Edizione italiana
- Francesco Alberoni, Il Volo Nuziale, Garzanti, 1992,  p. 192, ISBN 88-11-59824-9.